# 울산 다운동 고분군
울산 다운동 고분군(蔚山 茶雲洞 古墳群)은 울산광역시 중구 다운동에 있는 고분군이다. 1997년 10월 9일 울산광역시의 기념물 제11호로 지정되었다.

## 개요
청동기시대부터 통일신라시대에 걸쳐 조성된 대규모 고분군으로 태화강과 척과천 사이의 구릉지대에 형성되어 있다. 1993년과 1995년의 발굴조사 결과, 청동기시대의 마을과 무덤 위에 다시 삼국시대 및 통일신라시대의 무덤이 더해진 복합유적임을 알게 되었다.
청동기시대 문화층에서는 긴 네모꼴의 움집터들이 확인되었고, 민무늬토기 등 청동기시대를 대표하는 토기와 돌촉 등의 석기류가 출토되었다.
삼국시대 초기 유적층에서는 둘레에 도랑이 돌려진 널무덤[木棺墓], 덧널무덤[木槨墓], 삼국시대 후기 유적층에서는 구덩식돌널무덤[竪穴式石槨墓], 굴식돌방무덤[橫穴式石室墳]이 발견되었고, 널무덤이나 돌널무덤 사이로 자그마한 독무덤[甕棺墓]들이 확인되었다.
여러 형태 무덤에서는 껴묻거리로 금동제 허리띠장식, 금동관 등 금동제 장식품들과 토기류, 철기류가 다량 출토되었다.
특히 1995년 조사된 다운동 7호 집터에서는 팥, 조, 수수 등의 곡물들이 탄화된 상태로 발견되었는데, 이것들은 청동기시대 울산지역의 농경문화를 연구하는데 중요한 자료이다.

## 참고 자료
- 울산 다운동 고분군 - 국가유산청 국가유산포털